# Calderaio

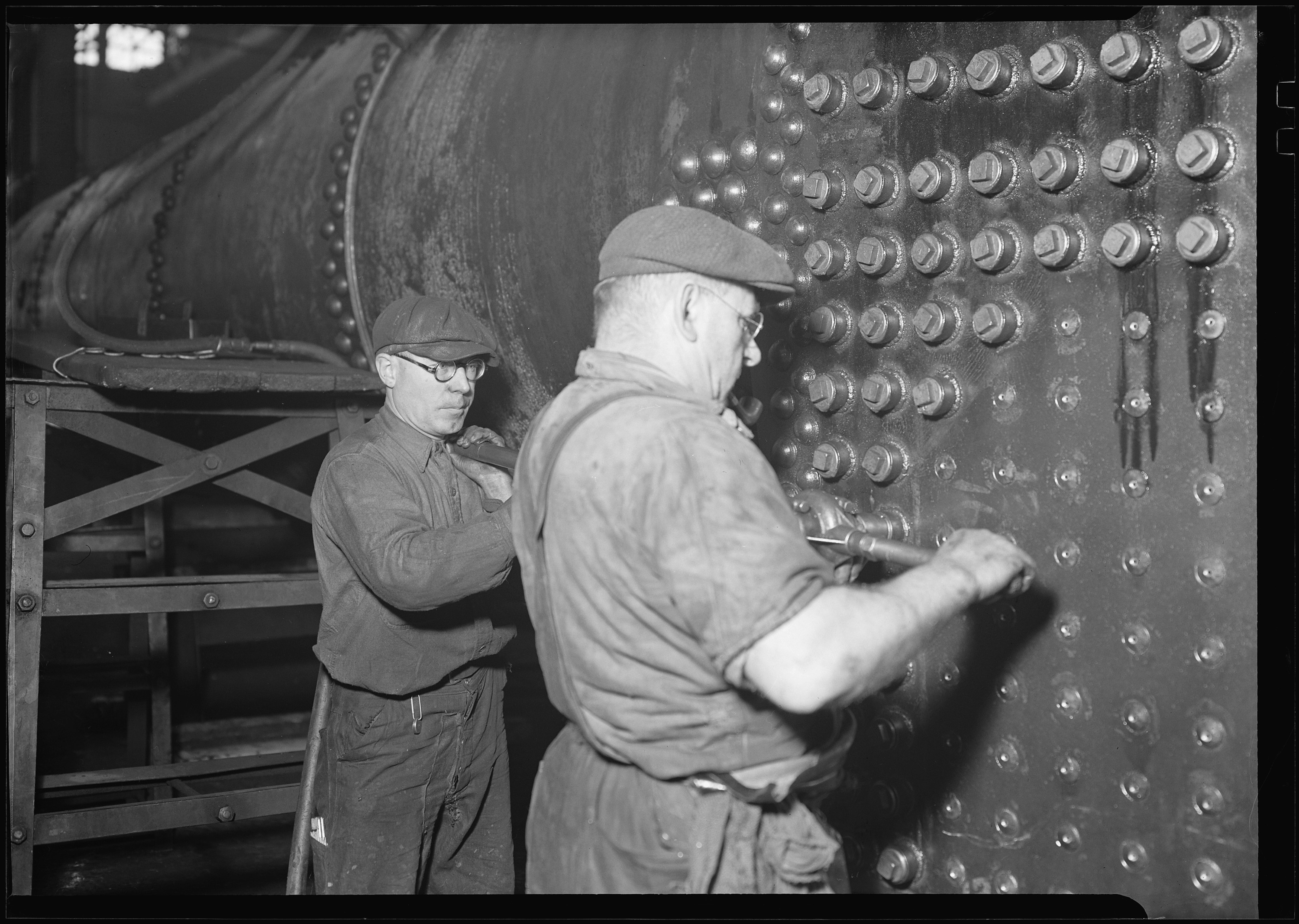
Un calderaio e il suo assistente all'opera (Eddystone, Pennsylvania, ca. 1936/37)

Per calderaio si intende un artigiano che fabbrica e ripara caldaie oppure che lavora l'acciaio, il ferro o il rame all'interno di contenitori destinati a contenere gas o liquidi caldi.

## Storia

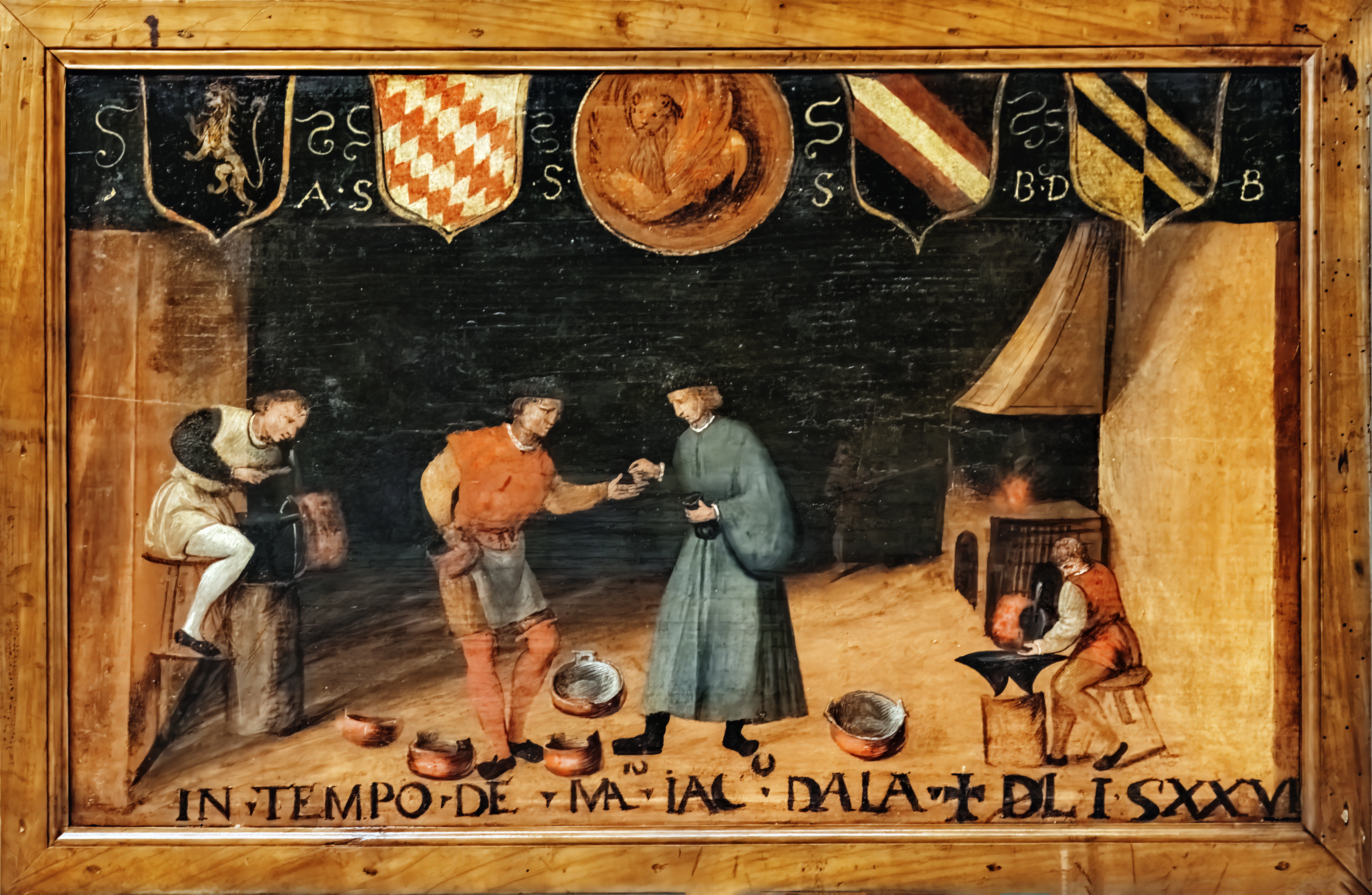
Insegna dell'arte dei Caldereri - Museo Correr Venice 1526.

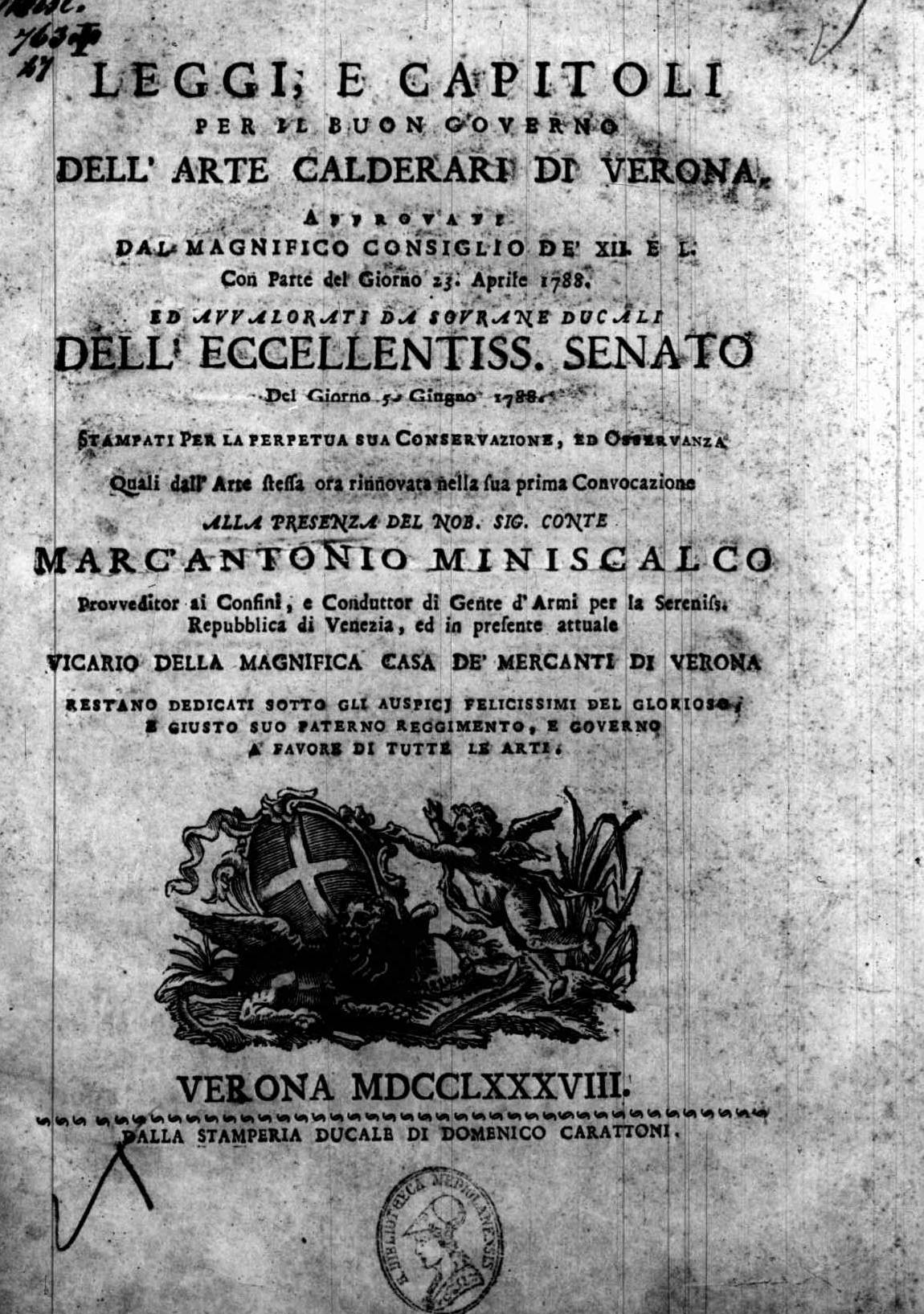
Leggi, e capitoli per il buon governo dell'arte calderari di Verona, 1788

Il commercio di caldaie prese piede grazie ai fabbri industriali. Durante la seconda rivoluzione industriale, ci fu un'improvvisa richiesta di produttori di caldaie nell'ingegneria navale e nell'industria ingegneristica. Ciò fu causato dal crescente utilizzo del ferro, che veniva a rimpiazzare il legno come principale materiale da costruzione. Solitamente, quando doveva essere progettata una nuova imbarcazione, venivano richiesti i calderai che operavano nei rispettivi cantieri navali. Più tardi, i calderai si specializzarono nell'utilizzo dell'acciaio. Essi assunsero un'importanza che alcuni storici britannici li definirono "aristocratici del lavoro".